# Icos
Icos (del grec, Ἴκκος) fou un distingit atleta grec de la 77a Olimpíada (vers 470 aC), nadiu de Tàrent, que després de guanyar diverses victòries, es va retirar i fou llavors un notable mestre de gimnàstica.
Pausànies diu que fou el millor gimnasta del període; Plató també l'elogia. Iàmblic l'anomena un pitagòric (Vit. Pythag. 36), i Temisti (Orat. 23. p. 350) diu que Plató el considerava un sofista.